# Santuario di San Giacomo
Il santuario di San Giacomo Apostolo Maggiore sorge a Capizzi in piazza San Giacomo. È il sito iacobeo e il principale luogo di pellegrinaggio più antico dell'isola 

## Storia
La sua esistenza è certamente dovuta ai legami stabiliti dai marchesi Aleramici con la terra santa.
- 27 settembre 1999 elevazione a santuario da parte del vescovo Ignazio Zambito in occasione dell'Anno Santo Jacobeo.

## Esterno
La facciata principale del santuario modificata nel 1800 è costruita su un basamento che presenta due file di bugnato rettangolare e il portale, situato al centro, caratterizzata da un arco cieco a tutto sesto sul quale è raffigurato Gesù Cristo. L'ordine composito della facciata è scandito da due ordini di colonne che sorreggono la trabeazione superiore, le colonne poggiano su plinti ed i capitelli sono un misto di ionico e corinzio. Nella parte alta della facciata, all'interno di una nicchia con motivi barocchi, si ammira la statua di san Giacomo Apostolo Maggiore scolpita da Antonio Mascali Sciacchitano (1883). Sulla facciata possiamo anche osservare una vetrata artistica fine XX secolo raffigurante l'apostolo Giacomo con il caratteristico bastone da pellegrino e le conchiglie.

## Interno

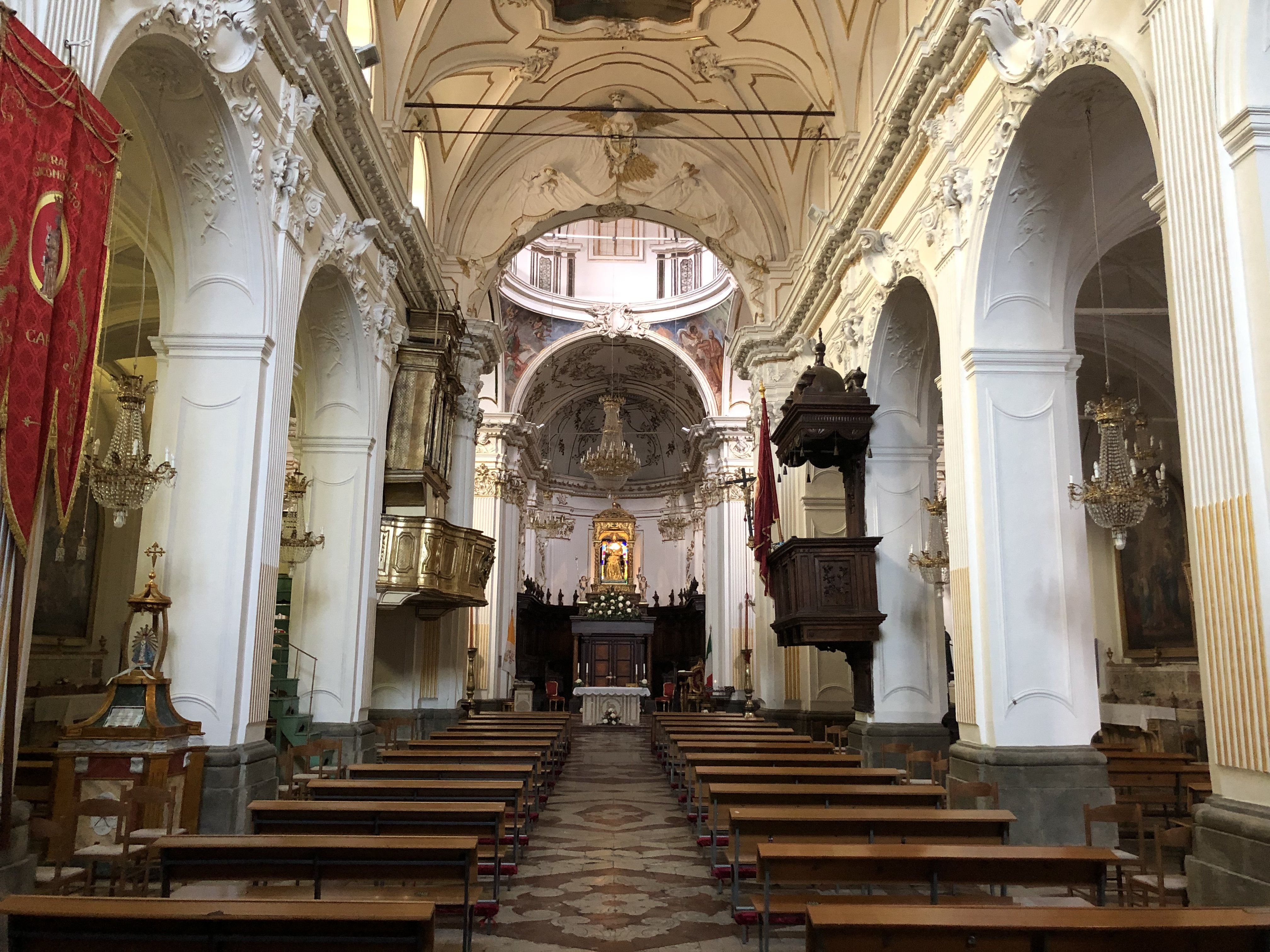
Navata principale

L'interno del santuario ha forma di basilica con pilastri di ordine composito. Tripartito a tre navate, sostenute da dieci pilastri rivestiti di stucchi dorati. La volta della navata centrale è arricchita da affreschi, uno dei tre quadroni raffigura la battaglia di Clavijo combattuta nel IX secolo, realizzati da Giuseppe Crestadoro, appartenente alla scuola di Vito D'Anna. Altri affreschi sulla cupola raffigurano i quattro Evangelisti. Al centro della navata centrale, sempre sulla volta, si può ammirare l'aquila, simbolo degli Aragonesi che hanno voluto l'ampliamento del santuario.

### Navata destra
- Prima campata: Varco. Monumento funebre di Luigi Mancusio.
- Seconda campata: Varco. Dipinto.
- Terza campata: Cappella. Nicchia con statua.
- Quarta campata: Cappella. Dipinto.
  - Pulpito ligneo.
- Quinta campata: Cappella. Dipinto.

### Navata sinistra
- Prima campata: Fonte battesimale marmoreo con cupolino inserito in una edicola sormontata da frontone. Cancellata in ferro battuto.
- Seconda campata: Cappella.
- Terza campata: Cappella. Dipinto.
- Quarta campata: Cappella di San Michele Arcangelo. Nell'edicola è collocata la tela raffigurante San Michele Arcangelo del 1680, opera attribuita a Benedetto Berna.
  - Cantoria e organo.
- Quinta campata: Cappella. Dipinto.

### Transetto
- Absidiola destra: Cappella della Beata Vergine del Soccorso. Sulla mensa dell'altare è collocata la Madonna del soccorso, statua marmorea realizzata dal Gagini nel 1517.[1][2] Sulla faccia anteriore dello scanello è scolpita la scena della Natività di Gesù.
  - Braccio transetto destro: Cappella del Santissimo Crocifisso. Sopraelevazione caratterizzata da colonne tortili che delimitano il Crocifisso.

- Absidiola sinistra: Cappella del Santissimo Sacramento. Nella nicchia delimitata da colonne ioniche con capitelli corinzi è custodita la statua raffigurante il Sacro Cuore.
  - Braccio transetto sinistro: Cappella delle Sante Reliquie. Nella nicchia delimitata da colonne tortili sono esposte le sante reliquie custodite a Capizzi e l'originale Vessillo donato da Pietro II d'Aragona al popolo capitino.

### Altare maggiore

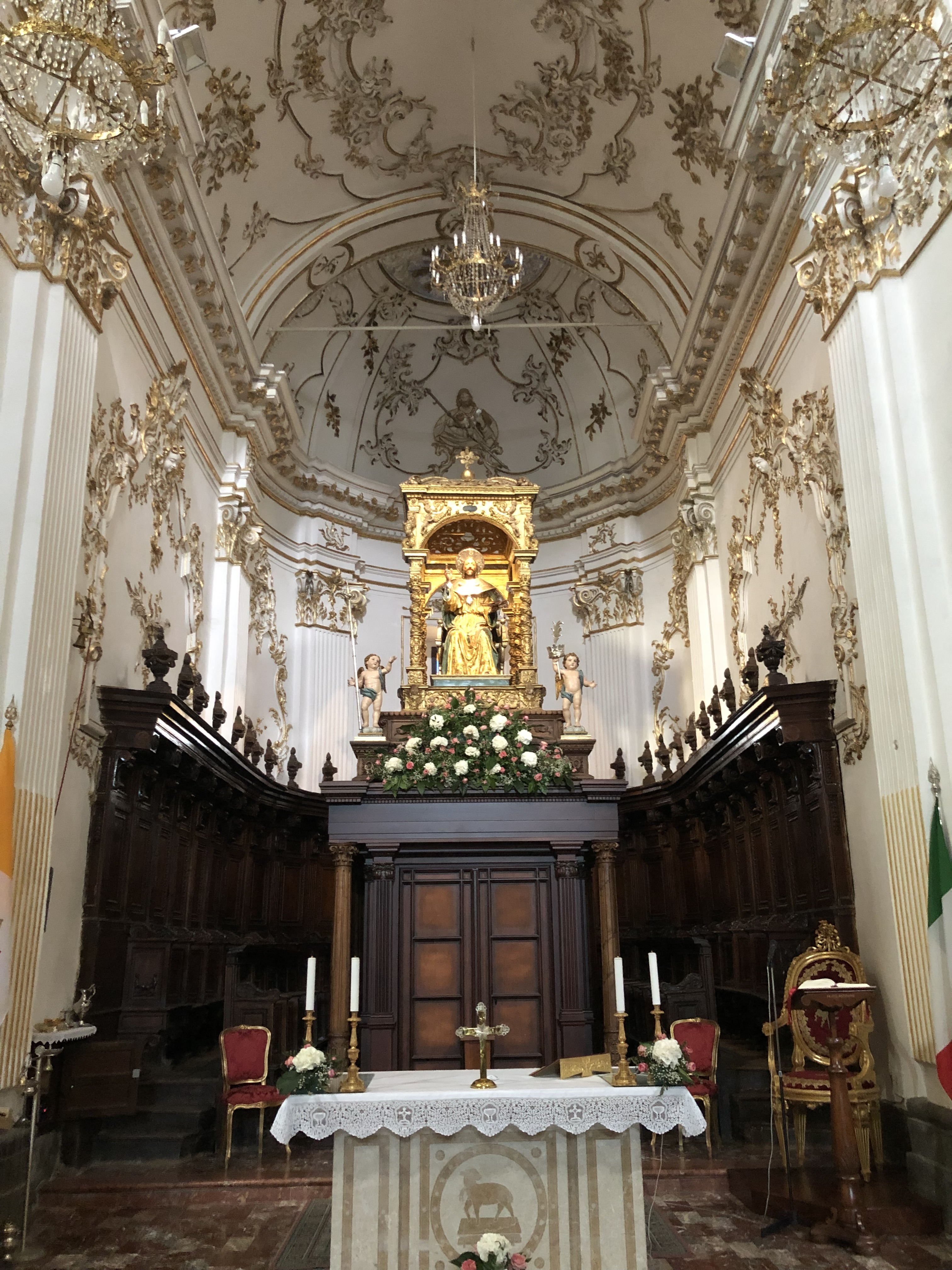
Altare maggiore

Sull'altare maggiore si ammira la statua raffigurante l'Apostolo Giacomo collocata all'interno dell'antico fercolo usato per portare il santo in processione (il santo ora viene portato in processione su un altro fercolo, custodito nell'Oratorio della Buona Morte, attiguo al tempio).
Coro ligneo.

## Opere
Sono documentate ambienti e opere dedicati rispettivamente a: 
- Cappella di San Francesco d'Assisi. Alla parete il dipinto raffigurante Cristo spirato in croce con San Francesco d'Assisi ritratto ai suoi piedi, opera attribuita a Benedetto Berna.
- Cappella dell'Assunta. La tela raffigurante l'Assunta, opera di Francesco Zappulla del 1786.
- Cappella di San Gaetano di Thiene.
- Cappella San Francesco di Paola.
- Cappella di San Biagio.
- XVIII secolo, Annunciazione, olio su tela, opera del pittore palermitano Antonio Manno.
- XVII secolo, Transito di San Giuseppe, olio su tela, opera di Giovan Battista Quagliata.
- ?, Ciclo, tre opere del pittore Interguglielmi.